# Ischnocnema verrucosa
Ischnocnema verrucosa är en groddjursart som beskrevs av Johannes Theodor Reinhardt och Christian Frederik Lütken 1862. Ischnocnema verrucosa ingår i släktet Ischnocnema och familjen Brachycephalidae. IUCN kategoriserar arten globalt som otillräckligt studerad. Inga underarter finns listade i Catalogue of Life.